# Molly Engstrom
Molly Marie Engstrom (* 1. März 1983 in Siren, Wisconsin) ist eine ehemalige US-amerikanische Eishockeyspielerin, die über viele Jahre in der Canadian Women’s Hockey League aktiv war. Zuletzt spielte sie für Djurgården Hockey in der Svenska damhockeyligan. Mit der US-amerikanischen Frauen-Nationalmannschaft gewann sie 4 Weltmeisterschaften und zwei Medaillen bei Olympischen Winterspielen. Seit 2022 ist sie Cheftrainerin des Frauenteams der University of Maine (Hockey East).

## Karriere

### Anfänge in Wisconsin und Indiana
Molly Engstrom begann mit dem Eishockeysport in der ersten Klasse. Als junges Mädchen spielte Engstrom für die Minnesota Thoroughbreds und gewann mit diesen 1997 und 1999 bei den nationalen Meisterschaften jeweils die Vizemeisterschaft. Anschließend besuchte sie die Internatsschule Culver Academy im Bundesstaat Indiana und spielte dort vor allem Eishockey, wurde aber auch Wisconsin-Landesmeister im Diskuswurf. Nach ihrem Highschool-Abschluss besuchte Engstrom die University of Wisconsin und spielte für die Badgers, das Eishockeyteam der Hochschule, in der Western Collegiate Hockey Association (WCHA). Engstrom wurde sowohl 2003, als auch 2004 als Verteidigerin des Jahres der WCHA ausgezeichnet.
2007 beendete Engstrom ihr Studium mit einem Abschluss in Landschaftsarchitektur. In ihrem letzten Jahr war sie Assistenztrainerin des Frauenteams der Universität. Engstrom und Carla MacLeod unterstützten Trainer Mark Johnson vor allem bei der Analyse der Spielaufnahmen.

### Erfolge im Profi-Eishockey

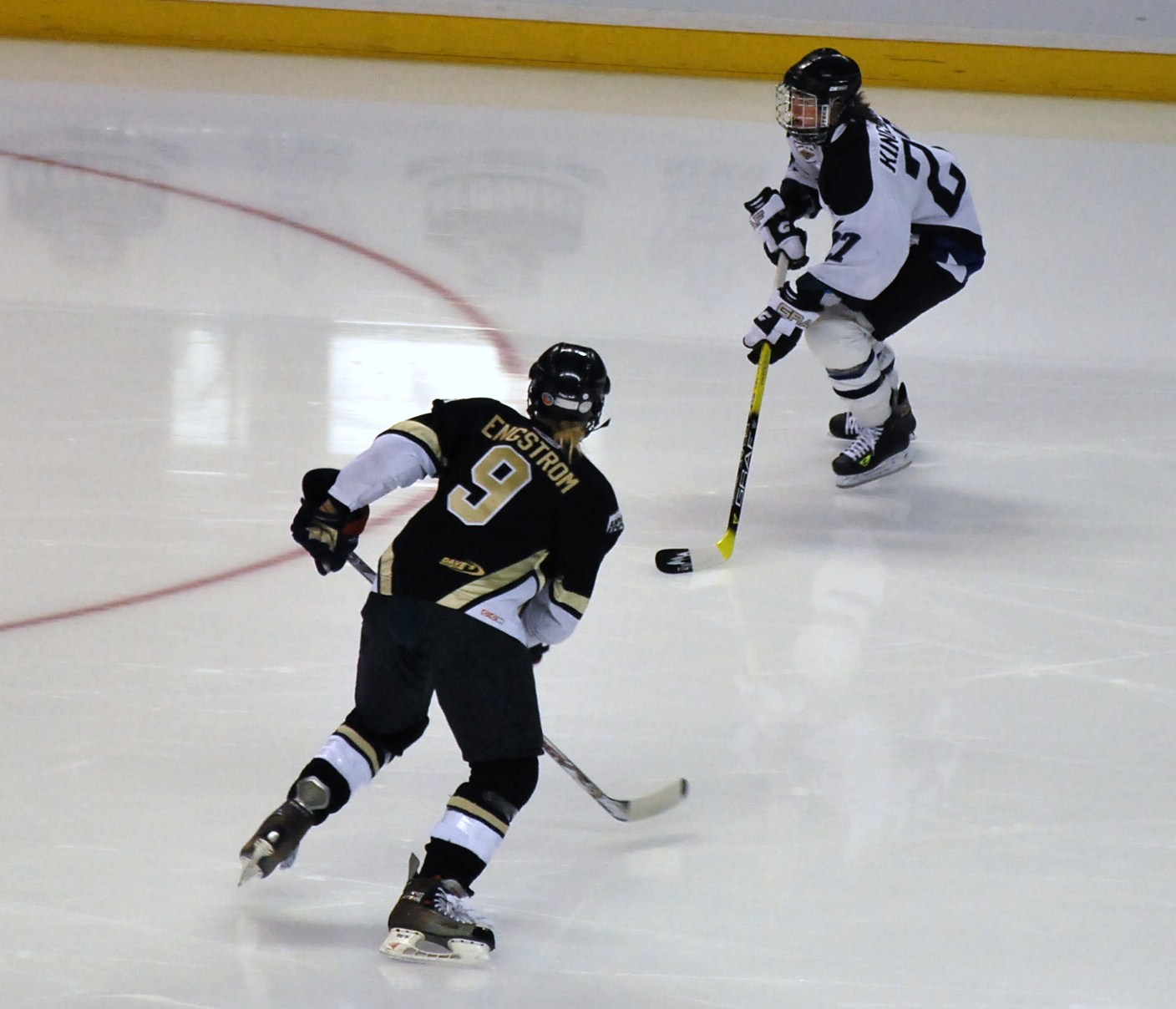
Molly Engstrom (links) und Gina Kingsbury, März 2009

Ab Herbst 2007 spielte Engstrom bei den Brampton Thunder in der Canadian Women’s Hockey League und gewann im März 2008 die erste Meisterschaft der CWHL. Im Finalspiel erzielte Engstrom in der Verlängerung das entscheidende Tor zum 4:3-Sieg über die Mississauga Chiefs. In der folgenden Spielzeit spielte sie für die Minnesota Whitecaps in der Western Women’s Hockey League und gewann mit den Whitecaps am Saisonende den Meistertitel der WWHL. In Vorbereitung auf die Olympischen Winterspiele 2010 setzte Engstrom vom normalen Spielbetrieb aus und nahm am speziellen Programm von USA Hockey teil. Im März 2010 kehrte sie für den Clarkson Cup im Trikot der Brampton Thunder aufs Eis zurück. Die Thunder verloren das Finalspiel gegen die Whitecaps, Engstrom wurde dennoch als beste Verteidigerin des Turniers ausgezeichnet. In den folgenden beiden Jahren spielte sie weiter für die Thunder in der CWHL, ehe sie 2012 zu den Boston Blades wechselte. Im Dezember 2012 spielte sie ihr letztes Spiel für die Blades.
Früh im Jahr 2013 beendete Engstrom zunächst ihre Spielerkarriere, nachdem sie von der neuen Nationaltrainern Katey Stone mehrfach nicht für die Nationalmannschaft nominiert worden war. Sie arbeitete zunächst für die Baufirma ihres Bruders, ehe sie ein Stipendium für die International Olympic University in Sotschi erhielt. Sie beendete ihr Studium dort mit einem Master-Abschluss in Sportmanagement. Anschließend wurde sie Trainerin an der Kimball Union Academy in New Hampshire.
Am 18. August 2015 erhielt Engstrom einen Einjahresvertrag bei den Connecticut Whale aus der neu gegründeten National Women’s Hockey League. Mitte der Saison 2017/18 gerieten die Klubs der NWHL in finanzielle Schieflage und Engstrom entschloss sich für einen Wechsel in die Svenska damhockeyligan zu Djurgården Hockey. Der Kontakt kam über ihre Freundin Danijela Rundqvist zustande, die sie schon 2014 gebeten hatte, zum Ende ihrer Karriere in Schweden zu spielen. Am Ende der Saison 2016/17 gewann sie mit Djurgården die schwedische Meisterschaft.
2018 beendete Engstrom ihre Karriere und wurde Assistenztrainerin an der St. Cloud State University. Seit 2022 ist sie Cheftrainerin des Frauenteams der University of Maine (Hockey East).

### International
Molly Engstrom nahm 2002 erstmals am USA Hockey Women’s National Festival teil und wurde 2003 in das U22-Nationalteam berufen. Ab 2004 spielte sie regelmäßig für die Frauen-Nationalmannschaft und absolvierte 2004 ihre erste Weltmeisterschaft, bei der sie die Silbermedaille gewann. Ein Jahr später, bei der Weltmeisterschaft 2005, wurde sie zum ersten Mal Weltmeisterin.
Bei den Olympischen Winterspielen 2006 in Turin gewann sie mit dem Nationalteam die Bronzemedaille. Zudem nahm sie zwischen 2007 und 2011 an vier weiteren Weltmeisterschaften teil, bei den sie drei weitere Gold- und eine Silbermedaille gewann. Bei den Welttitelkämpfen 2007 wurde sie außerdem als beste Verteidigerin ausgezeichnet, nachdem sie in fünf Spielen fünf Scorerpunkte gesammelt hatte.
2010 wurde sie erneut für den Olympiakader nominiert und gewann bei Turnier in Vancouver die Silbermedaille. Zu diesem Erfolg trug sie drei Tore und vier Assists bei und wurde folgerichtig als beste Verteidigerin des olympischen Turniers ausgezeichnet und in das All-Star-Team berufen.
Insgesamt absolvierte Molly Engstrom 112 Länderspiele, in denen sie neun Tore und 44 Torvorlagen erzielte.

## Erfolge und Auszeichnungen

### College- und Klubeishockey
| - 2004 Verteidigerin des Jahres der WCHA - 2005 Verteidigerin des Jahres der WCHA - 2008 Meister der CWHL mit den Brampton Thunder - 2008 First All-Star-Team der CWHL - 2009 Meister der WWHL mit den Minnesota Whitecaps | - 2010 Beste Verteidigerin des Clarkson Cup - 2011 Second All-Star-Team der CWHL - 2012 First All-Star-Team der CWHL - 2012 Beste Verteidigerin des Clarkson Cup - 2017 Schwedischer Meister mit Djurgården Hockey |

### International
| - 2004 Silbermedaille bei der Weltmeisterschaft - 2005 Goldmedaille bei Weltmeisterschaft - 2006 Bronzemedaille bei den Olympischen Winterspielen - 2007 Silbermedaille bei der Weltmeisterschaft - 2007 Beste Verteidigerin der Weltmeisterschaft | - 2008 Goldmedaille bei der Weltmeisterschaft - 2009 Goldmedaille bei Weltmeisterschaft - 2010 Silbermedaille bei den Olympischen Winterspielen - 2010 All-Star-Team und beste Verteidigerin der Weltmeisterschaft - 2011 Goldmedaille bei Weltmeisterschaft |

## Karrierestatistik
(Legende zur Spielerstatistik: Sp oder GP = absolvierte Spiele; T oder G = erzielte Tore; V oder A = erzielte Assists; Pkt oder Pts = erzielte Scorerpunkte; SM oder PIM = erhaltene Strafminuten; +/− = Plus/Minus-Bilanz; PP = erzielte Überzahltore; SH = erzielte Unterzahltore; GW = erzielte Siegtore; 1 Play-downs/Relegation; Kursiv: Statistik nicht vollständig)